# 直 (姓)
直（あたい）は、ヤマト政権のもとで行われた姓（かばね）の一つ。「費」・「費直」とも記した。

## 概要

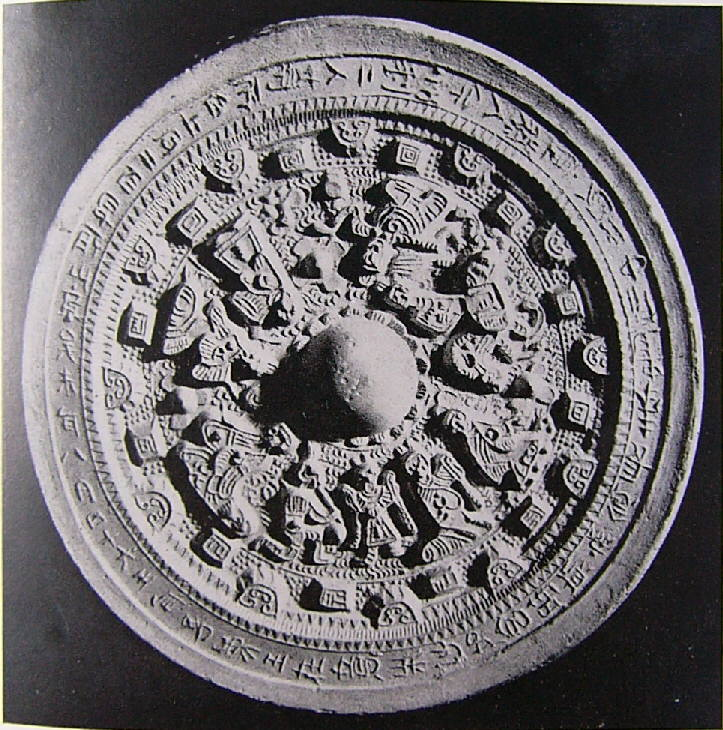
人物画像鏡

「あたい」または「あたえ」と読み「費」「直」「費直」という三つの書き方があるが読みは同じ。臣（おみ）・連（むらじ）など、中央豪族が保持した称号とは異なり、国造（くにのみやつこ）などの地方豪族に与えられた例が多い。直姓氏族は210あまり存在していた。凡直（大押直、おおしのあたい）や舎人直（とねりあたい）といった直姓も存在する。東漢氏（やまとのあやうじ）に代表される渡来人にも例がある。
語源については「あたい」とは「ぴったりと一対一で合う」という意味の「あたあひ」が転訛したものという説の他、諸説がある。
日本最古の金石文と呼ばれる隅田八幡神社人物画像鏡の銘文には、
とある。この「開中費直」は「かわちのあたい」とよみ、姓の初出例である。「癸未」年をいつに比定するかによって、443年説、503年説の2つが考えられている。
これは『日本書紀』欽明天皇2年（541年）の箇所に引用された「百済本記」の「加不至費直」（かふちのあたひ、現代仮名遣いではかわちのあたい）に相当するのではないか、とも言われており、すなわち、5 - 6世紀にはこの称号があったことが判明している。なお、河内直は、天武天皇10年（681年）には「連」に改姓している。この時、他の「直」「造」姓など13氏族も改姓させられている。683年にも同様に52氏族に「連」姓が与えられた。
さらに、八色の姓が制定され、685年には上述の元「直」姓を含む新「連」氏族から11氏族が選ばれて、第4位の忌寸（いみき）を賜姓されている。

## 費直・費・直について
現在、金石文においてカバネと目されるものは、費直、費、直、首、大臣、朝臣、臣、君、連の9種類で、 特に費直や費は「旧姓」として一般には用いられていない。
費直・直・直の変遷について、北村文治は、
- 隅田八幡神社人物画像鏡作成以前（443年あるいは503年）から推古朝頃までは費直
- 乙巳の変前後から庚午年籍成立後数年までは費
- 庚午年籍成立以降のどこかのタイミングに直

が用いられたとした。